# Leila Aboulela
Leila Aboulela (Il Cairo, 1964) è una scrittrice, saggista e drammaturga sudanese.
È cresciuta a Khartoum, in Sudan, per poi trasferirsi nel 1990 in Scozia, dove ha iniziato la sua carriera letteraria. Fino al 2023, la Aboulela ha pubblicato sei romanzi e diversi racconti, tradotti in quindici lingue. I suoi romanzi più popolari, Minareto (2005) e The Translator (1999), presentano entrambi storie di donne musulmane nel Regno Unito e sono stati selezionati per l'International Dublin Literary Award e l'Orange Prize. I lavori della Aboulela sono stati inclusi in pubblicazioni come Harper's Magazine, Granta, The Washington Post e The Guardian. La BBC Radio si è adoperata per degli adattamenti del suo lavoro e ha trasmesso alcune delle sue opere teatrali, tra cui The Insider, The Mystic Life e il dramma storico Il leone della Cecenia.  La serializzazione radiofonica in cinque parti del suo romanzo del 1999 The Translator è stata selezionata per il Race In the Media Award (RIMA).
Il lavoro della Aboulela è stato acclamato dalla critica per la sua rappresentazione degli immigrati musulmani in Occidente e per le sfide che questi devono affrontare. Il suo lavoro è fortemente influenzato dalle sue esperienze di immigrata nel Regno Unito e dalle difficoltà che ha vissuto durante la transizione, ed è incentrato su questioni e temi politici come l'identità, le relazioni multiculturali, il divario tra Est e Ovest, la migrazione e la spiritualità islamica. La sua prosa è stata celebrata da J. M. Coetzee, Ben Okri e Ali Smith. Il suo romanzo River Spirit è stato elogiato da Abdulrazak Gurnah per la sua "straordinaria simpatia e intuizione".

## Primi anni e formazione
Nata nel 1964 al Cairo, in Egitto, da madre egiziana e padre sudanese, la Aboulela si trasferì all'età di sei settimane a Khartoum, in Sudan, dove visse ininterrottamente fino al 1987. Suo padre proveniva da un'importante famiglia sudanese e vantava un cugino poeta, Hassan Awad Aboulela; la madre era una professoressa di statistica all'Università di Khartoum e la prima demografa del Sudan dopo aver conseguito un dottorato in materia presso un'università di Londra. Da bambina la Aboulela ebbe modo di frequentare la Khartoum American School e la Sisters' School, un liceo cattolico privato. Ha descritto la sua educazione alla American School come caratterizzata da "pochissimi alunni sudanesi e nessun insegnante del Sudan". La Aboulela ebbe modo quindi di studiare al Victoria College in Egitto e al Trinity College di Dublino. La sua educazione multiculturale fu segnata dalle vacanze estive al Cairo, dove stabilì un legame con la famiglia di sua madre assorbendo la cultura egiziana attraverso il cibo, i media popolari e il cinema. Aboulela è cresciuta parlando sia inglese che arabo; tuttavia ricorda che ci furono atti di bullismo nei suoi confronti a scuola a causa del suo uso dell'arabo egiziano colloquiale, appreso da sua madre. La Aboulela ha poi frequentato l'Università di Khartoum, laureandosi nel 1985 in Economia. Nel 1991 ha conseguito un Master of Science (M.Sc) e un Master of Philosophy (MPhil) in Statistica presso la London School of Economics. La sua tesi è intitolata Modelli di stock e flusso per il sistema educativo sudanese.

## Vita privata
Dal 2012 vive ad Aberdeen, in Scozia. Suo marito, Nadir Mahjoub, un ingegnere petrolifero, è per metà sudanese e per metà britannico, fratello minore del romanziere Jamal Mahjoub: proprio la madre di suo marito, inglese, la defunta Judith Manjoub, la Aboulela annovera tra le decisive influenze sulla sua scrittura. La coppia ha tre figli. Nel 1990 la Aboulela decise di trasferirsi ad Aberdeen con il marito e i figli: un trasferimento, questo, che cita come ispirazione per il suo primo romanzo, Il traduttore. Ha iniziato a scrivere nel 1992 mentre lavorava come docente all'Aberdeen College e successivamente come assistente di ricerca presso l'Università di Aberdeen. Nel 2006 è tornata a Khartoum per prendersi cura del padre malato, morto nel 2008. Tra il 2000 e il 2012, ha vissuto a Giakarta, Dubai, Abu Dhabi e Doha. Leila Abulela è una devota musulmana e la sua fede influenza gran parte del suo lavoro scritto.

## Carriera letteraria
Leila Aboulela ha iniziato a scrivere all'età di 28 anni, dopo essersi trasferita ad Aberdeen, in Scozia, con i suoi due figli piccoli, seguendo dunque suo marito, che lavorava nelle piattaforme petrolifere, e dopo aver partecipato a un corso di scrittura creativa presso la Biblioteca Centrale di Aberdeen, dove è stata incoraggiata e supportata dallo scrittore Todd McEwen, che ha inviato il lavoro della Aboulela al proprio editore. La Aboulela ha optato per la scrittura in inglese, una decisione che risale alla sua infanzia, e come lei stessa fa notare ha scelto di esprimersi in inglese perché era "una terza lingua, piacevolmente libera dalla slealtà di dover scegliere tra la lingua di mio padre e quella di mia madre" in riferimento all'arabo colloquiale egiziano e sudanese.
Ha collaborato all'antologia del 2019 New Daughters of Africa, a cura di Margaret Busby, che raccoglie il lavoro di 200 scrittrici di origine africana.  L'antologia comprende diversi generi come autobiografia, memorie, lettere, racconti, romanzi, poesia, teatro, umorismo, giornalismo, saggi e discorsi.

## Romanzi
- The Translator: pubblicato originariamente nel 1999, The Translator, una rivisitazione musulmana di Jane Eyre è il primo romanzo della Aboulela, che narra la storia di una vedova sudanese in Scozia che lavora come traduttrice e il suo rapporto con il suo datore di lavoro scozzese laico. Nel 2006, The Translator è stato inserito dal New York Times come uno dei 100 libri degni di nota dell'anno.
- Minareto: pubblicato nel 2005, Minareto è incentrato su Najwa, costretta a fuggire dal Sudan e vivere in esilio a Londra in seguito a un colpo di stato che rovesciò il regime sotto il quale suo padre, un ministro, prestò servizio. La storia di Najwa è largamente composta di amore, islamofobia e problemi inerenti l'immigrazione. Descrive anche il viaggio della giovane donna per sopravvivere e trovare una casa in un ambiente nuovo e sconosciuto.
- Lyrics Alley: pubblicato per la prima volta nel 2010, Lyrics Alley è il terzo romanzo di Aboulela e il vincitore del premio Scottish Book of the Year per la narrativa.  Il contenuto del romanzo è decisamente ispirato alla vita di suo zio, il poeta Hassan Awad Aboulela. Ambientato nel Sudan postcoloniale degli anni '50, il romanzo racconta la storia di un paese in transizione attraverso la vita di una famiglia benestante che deve rinunciare alla vita a cui era abituata, subendo tra l'altro una tragedia devastante, che altera determinate dinamiche oltre che il loro modo di vivere.
- La gentilezza dei nemici: pubblicato nel 2015, La gentilezza dei nemici descrive la storia di un professore per metà russo e per metà sudanese che intraprende un viaggio per documentare la vita di una figura di una certa importanza nella storia musulmana, ossia l'Imam Shamil, che ha acquisito notorietà grazie alla sua guida ruolo nel movimento di resistenza antirusso della guerra del Caucaso. Ambientato nel 2010, il libro affronta anche il tema della vita da musulmano nel post 11 settembre.
- Bird Summons: pubblicato nel 2019, Bird Summons narra di tre donne musulmane che si recano nelle Highlands scozzesi per visitare la tomba di Lady Evelyn Cobbold, la prima donna britannica a completare il pellegrinaggio Hajj alla Mecca. Il viaggio, una sorta di avventura, si evolve in sorta di analisi auto introspettiva per le protagoniste. La libertà offerta loro dalla lontananza dalle loro case e dal lussureggiante paesaggio scozzese le ispira a riflettere sulle loro vite e sulle decisioni che le hanno portate dove sono.
- River Spirit: pubblicato nel 2023, è ambientato nel Sudan degli anni ottanta dell'Ottocento. I temi principali includono la guerra mahdista contro il dominio anglo-turco e la schiavitù nel Sudan del XIX secolo. Oltre a personaggi storici come il Mahdi Muhammad Ahmed e il governatore Charles Gordon, Abouleila ha immaginato diversi personaggi femminili che testimoniassero determinati ruoli nella società. Uno dei personaggi principali del romanzo è Akuany, una ragazza orfana del sud, che viene venduta come schiava e diventa parte della famiglia del mercante Yaseen.

## Opere
- 1999: The Translator
- 2005: Minareto
- 2011: Lyrics Alley
- 2015: Il dottore sul Nilo
- 2018: Elsewhere, Home
- 2019: Bird Summons
- 2023: River Spirit

## Premi
- 2000: Caine Prize for African Writing, per "The Museum"[6]
- 2000: Saltire Society Scottish First Book of the Year Award (candidata), The Translator[7]
- 2002: PEN Macmillan Macmillan Silver PEN Award (candidata), "Coloured Lights"[8]
- 2003: Race and Media Award (shortlist – radio drama serialisation), The Translator[7]
- 2011: Selezionata per il Commonwealth Writers Prize- Europe and S. E Asia, Lyrics Alley[9]
- 2011: Fiction Winner of the Scottish Book Awards, Lyrics Alley[10]
- 2018: Saltire Fiction Book of the Year Award, Elsewhere, Home[7]
- 2023: Membro della Royal Society of Literature[11]
- 2025: Premio PEN Pinter[12]